# トムス・エンタテインメント
株式会社トムス・エンタテインメント（英: TMS ENTERTAINMENT CO.,LTD.）は、日本のアニメ制作会社。株式会社セガの完全子会社。日本動画協会正会員。

## 概要
『ルパン三世』シリーズ（日本テレビ系）、『それいけ!アンパンマン』シリーズ（日本テレビ系）や『名探偵コナン』シリーズ（読売テレビ・日本テレビ系）などを制作していることで知られ、日本テレビとの結びつきが強く、分社化・合併・社名変更などを経て現在の「トムス・エンタテインメント」となった。その為、制作した作品の制作クレジット表記は時期によって「東京ムービー」、「東京ムービー新社」、「キョクイチ東京ムービー」、「トムス・エンタテインメント」と変遷している。なお、最終的に社名が現在のトムス・エンタテインメントに変更された2000年以降も、「東京ムービー」の名はアニメ制作ブランド名として2011年頃まで残り続けた。ただし、現在も『名探偵コナン』の台本表紙には、読売テレビと共に放送開始当時の初代ロゴ及び初代名義（「よみうりテレビ 東京ムービー」）で変更せずに表記されている。
デジタルリマスター化の際などにクレジット表記をそれまでの古い表記（東京ムービーなど）から、トムス・エンタテインメント名義に変更する事例もある（特徴の節も参照）。
なお、同社の英語表記「TMS」は、東京ムービー新社（Tokyo Movie Shinsha Co., Ltd.）が著作権表記に用いた略称と同じものであり、周年カウントについては旧・東京ムービーがアニメを制作開始した1964年を起点としている（「沿革」で後述）。

## 沿革
- 1946年（昭和21年）10月22日 - 名古屋市瑞穂区にてアサヒ手袋製造株式会社を設立。同年、商号を旭一編織株式会社に変更。
- 1947年（昭和22年） - 株式会社旭一に商号変更。
- 1957年（昭和32年） - 旭一シャイン工業株式会社に商号変更。名古屋証券取引所に上場。
- 1958年（昭和33年） - 名古屋市昭和区に本社移転。
- 1961年（昭和36年） - シャインミンク株式会社を札幌に設立しミンク事業に進出。
- 1962年（昭和37年） - 毛皮事業を開始。
- 1964年（昭和39年） - 株式会社東京ムービーを設立。
- 1974年（昭和49年） - 旭一シャイン工業がシャインミンクを統合しミンク事業部とする。本社を名古屋市西区に移す。
- 1975年（昭和50年） - 東京ムービーが子会社テレコム・アニメーションフィルムを設立。
- 1976年（昭和51年） - 東京ムービーから営業部門を分社化し株式会社東京ムービー新社を設立。東京ムービーは東京ムービー新社の直接制作部門となる。
- 1980年（昭和55年） - 旭一シャイン工業が名古屋市中区錦に本社を移転。
- 1982年（昭和57年）8月 - 東京ムービー新社がフランスDIC（現・ワイルドブレイン）との合弁会社DIC JAPAN（現・WildBrain ジャパン）を設立。フランスDICはCLTグループ（現・RTLグループ）のアニメーション部門。DICには他にアメリカDICがあり、テレビアニメを共同製作。
- 1984年（昭和59年） - 東京ムービー新社がアメリカABCテレビで『マイティ・オーボッツ』を放送。
- 1988年（昭和63年） - 東京ムービーの撮影部門として株式会社トムス・フォト（後の株式会社トゥーン ハーバー ワークス）を設立。
- 1989年（平成元年）4月 - 旭一シャイン工業がウォッチマングループに買収される。繊維事業からアミューズメント事業へ業態を転換。
- 1991年（平成3年）
  - 名古屋市中区錦にゲームセンター「AGスクエア」栄店をオープンしアミューズメント事業に進出。
  - 3月 - 東京ムービー新社が社運を賭けたアニメ映画『NEMO/ニモ』失敗の責任を取り、アニメ制作会社東京ムービー、同じくテレコム・アニメーションフィルムの創設者である藤岡豊が退任。
  - 7月 - 旭一シャイン工業が株式会社キョクイチに商号変更。
- 1992年（平成4年） - キョクイチがセガ・エンタープライゼスおよび株式会社セガトイズと業務提携。セガグループ入りする。キョクイチは赤字続きで累積損失は12億円に。
- 1993年（平成5年） - 東京ムービーを解散し、東京ムービー新社の直接制作部門を廃止。
- 1994年（平成6年） - キョクイチが名古屋市中区栄に社屋移転。
- 1995年（平成7年）11月 - キョクイチがセガの子会社だった株式会社東京ムービー新社を吸収合併し、東京ムービーの元営業部門も廃止された事に伴い、東京支店を設立。東京ムービー事業本部を発足させる。またマルチメディア事業に進出。合併はセガの意向であり、買収の資金もセガからの増資で得た資金によるもの。
- 1996年（平成8年） - シンガポール現地法人設立。また株式会社大王振興（後の株式会社オーペス）を子会社にする。
- 1997年（平成9年）7月 - 鉄鋼メーカーだった矢作製鉄株式会社（後の株式会社ヤハギ）を買収。
- 1998年（平成10年）3月 - ヤハギ株を売却し、資本提携を解消。
- 2000年（平成12年）1月1日 - 株式会社トムス・エンタテインメントに商号変更。
- 2003年（平成15年） - 繊維事業から完全に撤退。以降はアニメーション制作とアミューズメント施設運営を事業の二本柱としていたが、2008年にアミューズメント施設運営を子会社の「AGスクエア」に分離（その後、セガグループに吸収合併され会社としては消滅。詳細はリンク先を参照）したため、現在はアニメーション制作・映像ライセンスビジネス・コンテンツビジネスの三事業を軸としている。
- 2004年（平成16年） - 東京支社を東京本社に改組。
- 2005年（平成17年） - セガサミーホールディングスが51%の株式を取得。子会社となる。
- 2006年（平成18年） - 愛知県名古屋市の本店と東京本社を統合。本社を東京都新宿区に移転。
- 2008年（平成20年）
  - 5月 - 子会社「株式会社AGスクエア」を設立し吸収分割によりアミューズメント事業を承継させた。一度「ゲオスクエア」に社名変更したが譲渡中止で前の社名に戻した。
  - 9月29日 - 同年10月1日にアミューズメント事業を株式会社ゲオに営業譲渡する予定だったが、ゲオ側の申し入れにより中止になる。TMSに解決金2億4000万円を支払う[3]。
- 2010年（平成22年）
  - 2月 - 本店所在地を東京都新宿区西新宿七丁目二十番一号（住友不動産西新宿ビル28階）に移転。
  - 11月26日 - 上場廃止。
  - 12月1日 - 株式交換により、セガサミーホールディングスの完全子会社化[4]。
- 2011年（平成23年）3月 - 子会社として株式会社スタジオさきまくら[注釈 2]を設立。
- 8月3日 - 10月から2012年9月まで放送されたアニメ『クロスファイト ビーダマン』は当初、トムス・エンタテインメントがアニメ制作を手掛ける予定であったが、諸般の事情でSynergySPが製作を手掛けることが判明された（版権はd-rights）[注釈 3]。
- 2012年（平成24年）
  - 4月1日 - 株式会社スタジオさきまくらを吸収合併。
  - 11月26日 - 本店所在地を東京都中野区中野三丁目（旧・エイムクリエイツ本社ビル）に移転。
  - 12月8日 - 2013年1月から同年9月まで放送されたアニメ『ビーストサーガ』は当初、トムス・エンタテインメントがアニメ制作を手掛ける予定であったが、VFX・CGプロダクションのジーニーズアニメーションスタジオが資本参加したことから、SynergySPが製作を手掛けることが判明された（版権はd-rights）[注釈 4]。
- 2013年（平成25年）
  - VFX・CGプロダクション「ジーニーズアニメーションスタジオ」に資本参加。
  - 12月1日 - 制作スタジオを東京都中野区上高田から本店と同じ場所に移転。
- 2014年（平成26年）10月12日 - 旧・東京ムービーがアニメ制作を開始してから50周年を迎えた事を記念し、記念イベント「トムスFes.」を東京・よみうりホールで開催。『ルパン』・『コナン』など長年に渡って制作し続けた作品や『ヴァンガード』・『弱虫ペダル』など近年の制作作品に出演した声優たち総勢25人が登壇、トムスアニメ50周年の祝辞を述べた。
- 2015年（平成27年）
  - 「ジーニーズアニメーションスタジオ」の社名を「株式会社トムス・ジーニーズ」に変更。正式にグループ会社となる。
  - 2月23日 - アニメ製作開始50周年事業の一環として、西武鉄道とのコラボアニメ「でででん」を制作。
  - 4月1日 - セガサミーグループ再編に伴い、セガサミーホールディングスの完全子会社から株式会社セガホールディングス（後の株式会社セガグループ）の完全子会社となる[5][6]。
- 2016年（平成28年）7月 - アスミック・エース、シンエイ動画、ジェイアール東日本企画、住友商事の4社と共同で企画を立案したプロジェクト「あにめのめ」第1弾『甘々と稲妻』が放送開始（同年9月まで放送）。
- 2017年（平成29年）3月1日 - 資本金を88億1686万6000円から1億円に減資[7]。
- 2019年（平成31年/令和元年）
  - 4月17日 - 長年『ルパン三世』シリーズで深い繋がりがあったモンキー・パンチ逝去をうけ、トムス社が訃報を出す[8]。
  - 4月24日 - 同年8月のトムスアニメ製作開始55周年を控え、YouTubeに期間限定（2020年1月初頭まで）で、過去作のベストセレクションを無料配信する「TMSアニメ55周年公式チャンネル」を開設（現在は期限を設けない「TMSアニメ公式チャンネル」とファミリー向け「とむすファミリーチャンネル」を開設中）。
- 2021年（令和3年）
  - 4月1日 - セガがセガグループを吸収合併した事に伴い、セガの完全子会社となる[9]。
  - 7月 - 他社制作作品のプロデュース事業強化を主目的とした「UNLIMITED PRODUCE プロジェクト」を開始。第1弾としてNETFLIX作品『バイオハザード: インフィニット ダークネス』（アニメ制作・Quebico）の製作プロデュースを担当。
- 2022年（令和4年）8月1日 - 中国アニメの配給・宣伝・日本ローカライズ業務を軸にしたコンテンツ会社「チームジョイ株式会社」より第三者割当増資を引受け、資本業務提携を結ぶ。
- 2024年（令和6年）4月1日 - トムス・ジーニーズを吸収分割会社、トムス・フォトを吸収分割承継会社とする吸収分割により、トムス・ジーニーズの3DCG映像制作事業に関してトムス・ジーニーズが有する権利義務をトムス・フォトに承継。「株式会社トムス・ジーニーズ」の社名を「株式会社トゥーンアディショナルピクチャーズ」と「株式会社トゥーンハーバーワークス」に変更[10]。
- 2025年（令和7年）4月1日 - トゥーンハーバーワークスを消滅会社、トゥーンアディショナルピクチャーズを存続会社とする吸収合併により、トゥーンハーバーワークスの権利義務全部をトゥーンアディショナルピクチャーズに承継させ、トゥーンアディショナルピクチャーズは存続し、トゥーンハーバーワークスは解散。「株式会社トゥーンアディショナルピクチャーズ」の社名を「株式会社トゥーン ハーバー ワークス」に変更[11]。

## 特徴
- 旧作の修復作業に積極的であり[12]、一部の作品ではDVD発売時のリマスター化の際にハイビジョン・マスターを制作していることもあった[注釈 5]。だが、修復作業の過程で旧東京ムービー社が製作したテレビアニメ作品のオリジナルの表記を変更し「製作著作 トムス・エンタテインメント」とする場合が多く、テロップの字体や画質が突然変わるなど不自然になる例がある[注釈 6]。現在は映像はそのままに本編終了後にトムスの表記を添えるなどのオリジナルを尊重するなどの配慮はしている。

## 制作スタジオ

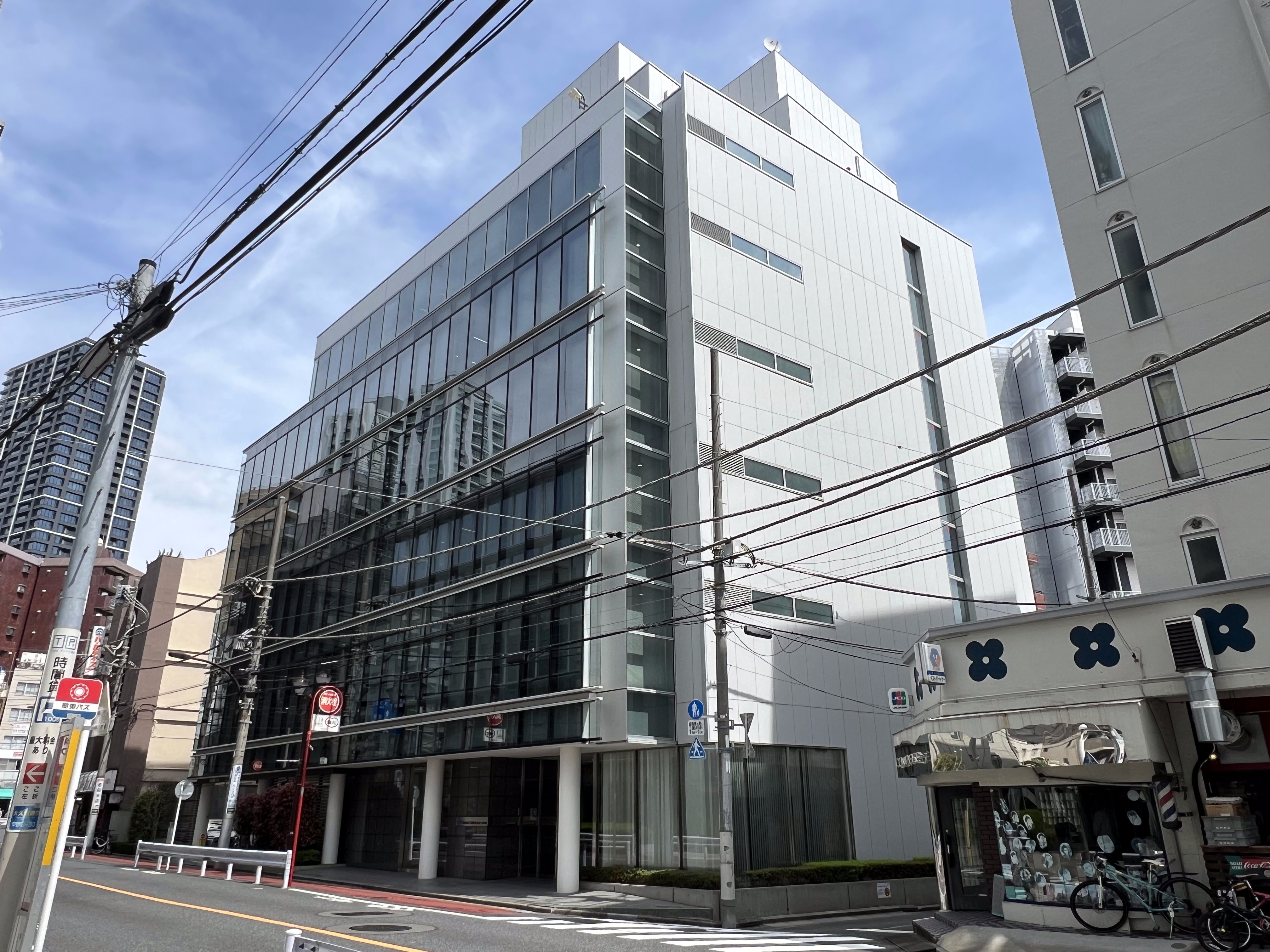
制作スタジオ

所在地は東京都中野区中央5丁目49番4号。社内の制作スタジオは7つ存在する（2021年現在）が、2010年代頃よりトムスが出資している作品の映像クレジットで、トムス社と共に同社の制作スタジオ名も併記される様になった。スタジオ名には数字もしくは数由来の語句が入っている。なお他の会社がメインで出資、もしくは共同で制作している場合は会社名のみでスタジオ名表記は無い。
| スタジオNo. | 通称                                 | 代表的な制作作品                                                  |
| ----------- | ------------------------------------ | ----------------------------------------------------------------- |
| 第1スタジオ | （旧称：V1Studio）                   | 『名探偵コナン』（劇場版は16作目から） 『信長の忍び』シリーズなど |
| 第2スタジオ | （旧称：3xCube）                     | 『それいけ!アンパンマン』など                                     |
| 第3スタジオ | （旧称：トロワスタジオ）             | 『ルパン三世 グッバイ・パートナー』など                           |
| 第4スタジオ | Die4studio （旧称：制作8班（8PAN）） | 『Dr.STONE 龍水』、『弱虫ペダル LIMIT BREAK』                     |
| 第5スタジオ | N/A                                  | 『範馬刃牙』（第2期から）                                         |
| 第6スタジオ | N/A                                  | 『君を愛したひとりの僕へ』『彼女、お借りします』など              |
| 第7スタジオ | 7STUDIO                              | 『ルパン三世VSキャッツ・アイ』                                    |

2018年時点
- トロワスタジオ - 『ルパン三世 グッバイ・パートナー』など
- 制作8班（8PAN） - 『弱虫ペダル』シリーズ、『Dr.STONE』など
- ローグ・スタジオ - 『スペースバグ』（実制作は外部）など

過去に存在したスタジオ
- 777 Studio - 『幕末義人伝 浪漫』
- Po10tial - 『LUPIN the Third -峰不二子という女-』

## グループ会社

### 現在
- テレコム・アニメーションフィルム
- トムス・ミュージック
- トゥーン ハーバー ワークス
- TMS MUSIC (UK) LIMITED（英国）
- TMS MUSIC (HK) LIMITED（香港）
- TMS ENTERTAINMENT USA,INC.（米国、非連結）

### 過去
- ヤハギ - 株式を売却。
- AGスクエア - セガアミューズメント施設事業部、セガ ビーリンクと統合してセガ エンタテインメント（後のGENDA GiGO Entertainment）となった。
- スタジオさきまくら[注釈 2] - トムス・エンタテインメントに吸収合併。
- トクシス - マーザ・アニメーションプラネットへ事業を譲渡し、2019年3月に解散した後、同年6月に清算結了[15][16][17]。
- アルテメイト - 2020年3月に解散した後、2021年6月に清算結了。音楽事業はギャンビットへ譲渡され、舞台事業からは撤退[18][19][20]。
- リバプール - 2013年8月付で子会社化。2023年4月付でコペルの完全子会社となる。
- マーザ・アニメーションプラネット - 2017年4月1日付でセガホールディングス（後のセガグループ）より子会社化。2023年4月1日付で再びセガの子会社となる。
- トゥーンアディショナルピクチャーズ - 2025年4月1日付で社名をトゥーン ハーバー ワークスに変更した。

## 関連人物

### 役員
2022年8月現在。
- 里見治紀（取締役会長）
- 竹崎忠（代表取締役社長）
- 岡山仁（取締役）
- 白井貴（取締役）
- 中山健（常勤監査役）
- 国広清隆（監査役）
- 吉川広太郎（上席執行役員）
- 青木隆介（執行役員）
- 篠原宏康（執行役員）
- 石山桂一（執行役員）
- 小澤繁夫（執行役員）
- 大嶋絵涼子（執行役員）
- 福山研輔（執行役員）

### アニメーター・演出家
- 青木悠三
- 糸島雅彦
- 岩佐裕子
- 大賀俊二
- 大庭秀昭
- 奥脇雅晴
- 越智一裕
- 於地紘仁
- 神村幸子
- 亀垣一
- 川口隆
- 川越淳
- 湖川友謙
- こだま兼嗣
- 小林利充
- 佐伯俊道
- 佐々木恵子
- 佐藤正樹
- 佐藤真人
- 篠原俊哉
- 清水義治
- 須藤昌朋
- 高谷浩利
- 谷口守泰
- とみながまり
- 永丘昭典
- 鍋島修
- 難波日登志
- 東出太
- 日巻裕二
- 平野俊貴
- 平山智
- 増田敏彦
- 宮崎駿
- 牟田清司
- 本橋秀之
- 矢野博之
- 山中純子
- 山本泰一郎

### 脚本・文芸
- 飯岡順一
- 扇澤延男
- 小野田博之
- 柏原寛司
- 金子裕
- 桜井正明
- 宮下隼一
- 山崎敬之
- 山崎忠昭
- 大和屋竺
- 米山昂
- 鈴木美玲
- 上田菜保子

### 音響
- 糸川幸良
- 浦上靖夫
- 加藤敏
- 倉橋静男
- 鈴木清司
- 山田悦司
- 横山正和

### プロデューサー
- 駒井徳造
- 古賀督徳
- 加藤俊三
- 小島哲
- 岡村秀樹
- 松元理人
- 吉岡昌仁
- 竹元将泰
- 稲田伸生
- 竹崎忠
- 岩崎和義
- 久保雄輔
- 小澤繁夫
- 篠原宏康
- 石山桂一
- 竹村逸平
- 藤吉美那子
- 綿引圭
- 野﨑康次

### 制作進行・担当
- 松田拓也
- 大竹貴琳
- 小塚郁
- 田口敦己
- 伊東奈央
- 皆川英未來
- 門脇理恵
- 小原ひらり
- 阿世知華
- 谷岡杏奈
- 鹿野宏聡
- 永山夏帆
- 大島花梨
- 堤三佐子
- 江口慎平
- 西田恒行
- 金箱智子
- 福島和
- 黒岩頌子
- 池田早織
- 大熊健太郎
- 福西将士
- 中村光太
- 楮畑真希
- LEE GOEUN
- 小柳瑠南
- 溝渕礼香
- 前田知枝里
- 和田智裕
- 田中健斗
- 大井涼平
- 吉川修仁
- 中村光太

### 設定制作
- 石山勝一

### 制作事務
- 坂井広樹

### 制作宣伝
- 岩瀬京子
- 紙本亜矢美
- 成瀬由紀子
- 安田エミリー

## 同社スタッフ・OBが独立・起業した会社

### 現在
- イマジン - キャラクターデザイン・作画監督・演出を務めた酒井明雄が1992年に設立。
- ブレインズ・ベース - プロデューサーを務めた小沢十光が1996年に設立。
- ユーフォーテーブル - 制作進行・制作プロデューサーを務めた近藤光がステップ映像を経て2000年に設立。
- Marvy Jack - 制作を務めた大野雅義が2003年に設立。
- アンサー・スタジオ - プロデューサーを務めた徳永元嘉がぎゃろっぷ、ウォルト・ディズニー・アニメーション・スタジオ・ジャパンを経て2004年に設立[21]。
- マル画ファクトリー - 制作進行を務めた山本清がスタジオキャブ、シオンを経て2005年に設立。
- EMTスクエアード - プロデューサーを務めた宮本秀晃が2013年に設立[22]。
- ビー・バード - プロデューサーを務めた鵜飼浩史がサンシャインコーポレーションのはとりあゆむとフリー演出家の濁川敦と共に2013年に設立[23]。
- プラチナビジョン - プロデューサー務めた大石祐道がブレインズ・ベースを経て2016年に設立[24]。

### 過去
- スタジオキャッツ - トレーサーを務めた工藤秀子が1982年に設立。2009年にロケットビジョンへ事業譲渡し解散。
- スタジオイルカ - 作画監督・演出を務めたこだま兼嗣が妻の神村幸子や仕事仲間とともに設立[25]。
- タカハシスタジオ - プロデューサーを務めた高橋美光が設立。
- イメージ・ケイ - プロデューサーを務めた片山哲生が設立。
- 陸演隊 - 演出を務めた岡尾貴洋が1995年に設立。2012年に倒産。
- 遊歩堂 - 制作を務めた松本真が2002年に設立。
- スタジオさきまくら - プロデューサーを務めた松元理人が子会社として2011年に設立。